# لواء قصبة جرش
لواء قصبة جرش هو تقسم إداري ثاني يتبع محافظة جرش شمال الأردن، مركزه مدينة جرش. بلغ عدد سكانه في عام 2016 حوالي 244.000 نسمة. وتشكّل مساحته، جميع مساحة أراضي المحافظة، إذا لا تحوي جرش إلا هذا اللواء.

## التقسيم الإداري
يُقسم هذا اللواء إلى كل من الأقضية التالية:
- قضاء جرش: ومركزه مدينة جرش.
- قضاء المصطبة: ومركزه مدينة المصطبة.
- قضاء برما: ومركزه مدينة برما.